# Graham Williams
Pour les articles homonymes, voir Williams.
Graham Williams est un scénariste et producteur de télévision britannique né le 24 mai 1945 et mort le 17 août 1990 à Tiverton (Devon). Il est connu pour avoir été un temps producteur de la série Doctor Who dans les années 1970. 

## Carrière

### Début de carrière
Graham Williams fait ses débuts en tant que script éditor (coordinateurs des scénarios) sur les séries The View From Daniel Pike (1971), Sutherland's Law (1973), Z-Cars (1975–1976) et Barlow at Large (1975), avant d'être encouragé par son ami Bill Slater, alors à la tête du département des fictions de la BBC, de se tourner vers la production. Il lui propose alors de se charger de la série Doctor Who après le départ du producteur Philip Hinchcliffe. À cette époque le personnage principal est joué par Tom Baker et la série est très populaire, même si, elle reste critiquée car trop sombre et trop effrayante pour le jeune public. 

### Doctor Who
Devenu producteur en 1977, il est demandé à Williams de rendre la série moins violente. Williams dit de cette époque : « Tout est mal parti dès le départ, lorsqu'on m'a demandé de rendre la série plus drôle et moins violente. Malheureusement cela a demandé pas mal d'argent, et on avait pratiquement que dalle. Tom Baker, toutefois, pensait que c'était une bonne idée et continua à faire des mauvais jeux de mots et des blagues ratées, et ça ne s'est pas arrangé lorsque j'ai ramené Dougie Adams dans la production. » 
Si les courbes d'audiences baissent un peu durant ses deux premières années sur la série, elles restent confortables et en 1979 la série remonte la pente et atteint son record historique de 16,1 millions de spectateurs pour la quatrième partie de l'épisode « City of Death », une hausse en partie due à une coupure des programmes à la suite d'une grève sur la chaîne rivale de la BBC, ITV. Williams co-écrit en partie le scénario des épisodes « City of Death » et « The Invasion of Time » sous le pseudonyme de David Agnew et travaille étroitement avec trois « script éditor » Robert Holmes, Anthony Read et Douglas Adams.
Après trois années difficiles, Williams quitte la série et passe la main à John Nathan-Turner qui avait travaillé avec lui en tant qu'assistant de production. Il fut d'ailleurs approché par celui-ci au milieu des années 1980 afin d'écrire un épisode pour la saison 23. L'épisode fut abandonné lorsque la série fut mise en hiatus en février 1985. Toutefois, il adapte cet épisode en roman, sous le titre de The Nightmare Fair en 1989. En 1985 il aide aussi à développer le jeu vidéo textuel Doctor Who and the Warlord
Son travail sur la série fut l'objet d'un documentaire, 'A Matter of Time' se trouvant sur l'édition DVD de la 16e saison de la série. 

### Fin de carrière
Après Doctor Who, Barry Letts produit la série humoristique Super Gran dans les années 80. Il arrête ensuite sa carrière à la télévision pour devenir gérant d'un hôtel, le Hartnoll Hotel, à Bolham près de Tiverton dans le Devon.
A titre posthume, il est crédité dans la version vidéo de « Shada » l'épisode de Doctor Who qu'il n'a jamais pu finir.

## Vie privée
Marié et père de trois enfants, Graham Williams est mort dans un accident domestique impliquant une arme à feu.

## Filmographie sélective

### En tant que producteur
- 1977 - 1980 : Doctor Who (série télévisée)
- 1986 - 1987 : Super Gran (série télévisée)
- 1992 : Doctor Who « Shada » (direct-to-video) à titre posthume.

### En tant que scénariste
- 1971 - 1973 : The View from Daniel Pike (série télévisée)
- 1973 : Sutherland's Law (série télévisée)
- 1975 : Barlow at Large (série télévisée)
- 1975 - 1977 : Z-Cars (série télévisée)

## Source
- (en) Cet article est partiellement ou en totalité issu de l’article de Wikipédia en anglais intitulé « Graham Williams (television producer) » (voir la liste des auteurs).

1. 1 2  'Legal Notices,' The Times (London, 19 Oct. 1991), p. 15.